# Panlong, Liangping
Panlong (kinesiska: 蟠龙) är en köping i sydvästra Kina. Den ligger i stadsdistriktet Liangping i storstadsområdet Chongqing, omkring 170 kilometer nordost om det centrala stadsdistriktet Yuzhong. Antalet invånare är 18 609. Befolkningen består av 9 127 kvinnor och 9 482 män. Barn under 15 år utgör 19,0 %, vuxna 15-64 år 68 %, och äldre över 65 år 12,0 %.